# Kostel Milosrdné Panny Marie (Vrboska)
Kostel Milosrdné Panny Marie (chorvatsky Crkva–tvrđava Sv. Marije od Milosrđa) je opevněný kostel v městečku Vrboska na ostrově Hvar v Chorvatsku. Jedná se o chorvatskou kulturní památku číslo Z-4787.

## Historie

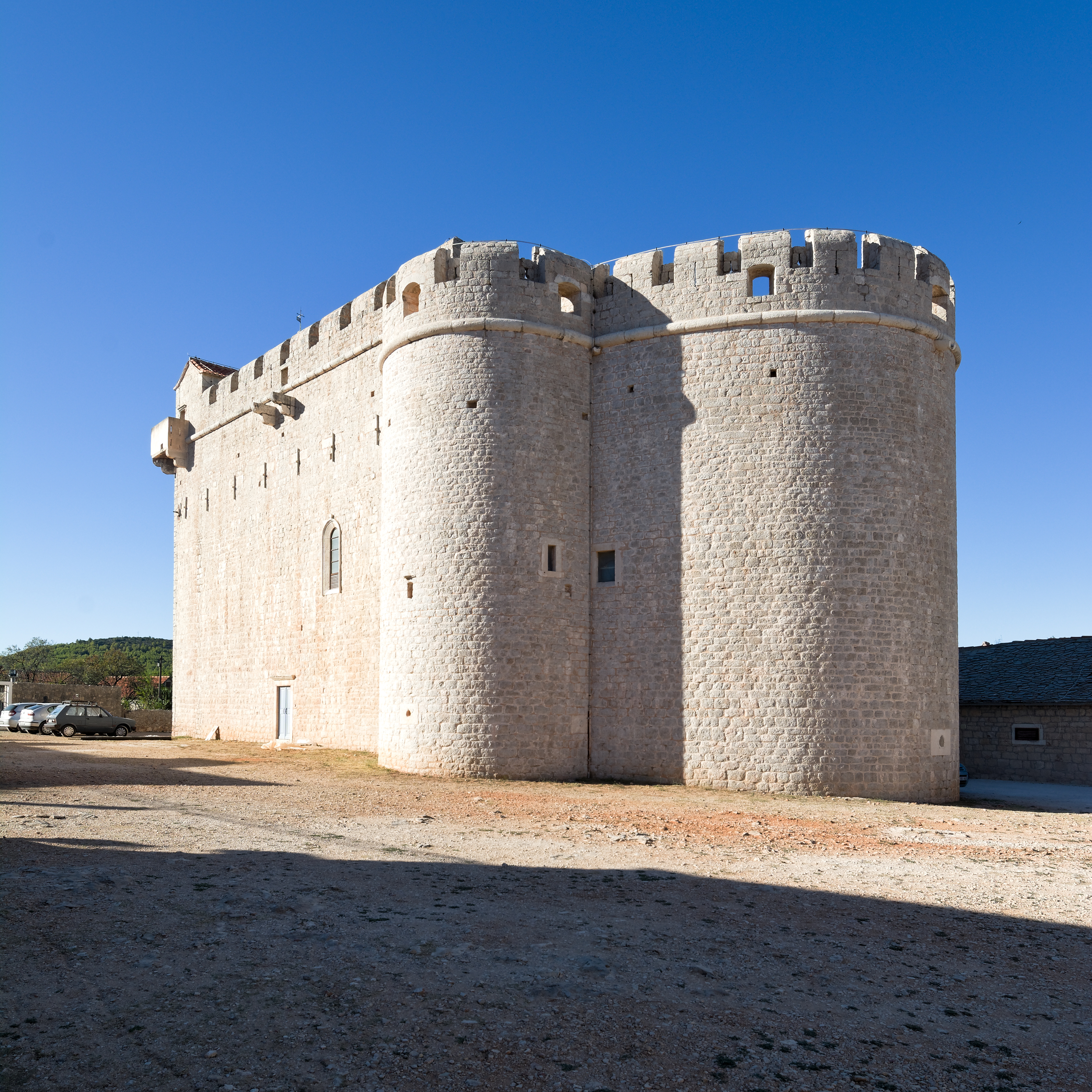
Pohled na kostel od jihovýchodu.

Kostel byl zbudován nákladem měšťanů města Vrbosky v roce 1575 poté, co v roce 1571 zpustošilo turecké vojsko město i další místa na ostrově Hvaru. Současně byla zbudována na kopci severně od města i pevnost Kaštilac.